# Саут Чарлстон (Западна Вирџинија)
Саут Чарлстон (енгл. South Charleston) град је у америчкој савезној држави Западна Вирџинија.

## Демографија
По попису из 2010. године број становника је 13.450, што је 60 (0,4%) становника више него 2000. године.
| Група             | 2000.          | 2010.          |
| Белци             | 12.113 (90,5%) | 11.620 (86,4%) |
| Афроамериканци    | 893 (6,7%)     | 1.134 (8,4%)   |
| Азијати           | 108 (0,8%)     | 143 (1,1%)     |
| Хиспаноамериканци | 75 (0,6%)      | 140 (1,0%)     |
| Укупно            | 13.390         | 13.450         |